# Нобелевская премия мира 2007 года

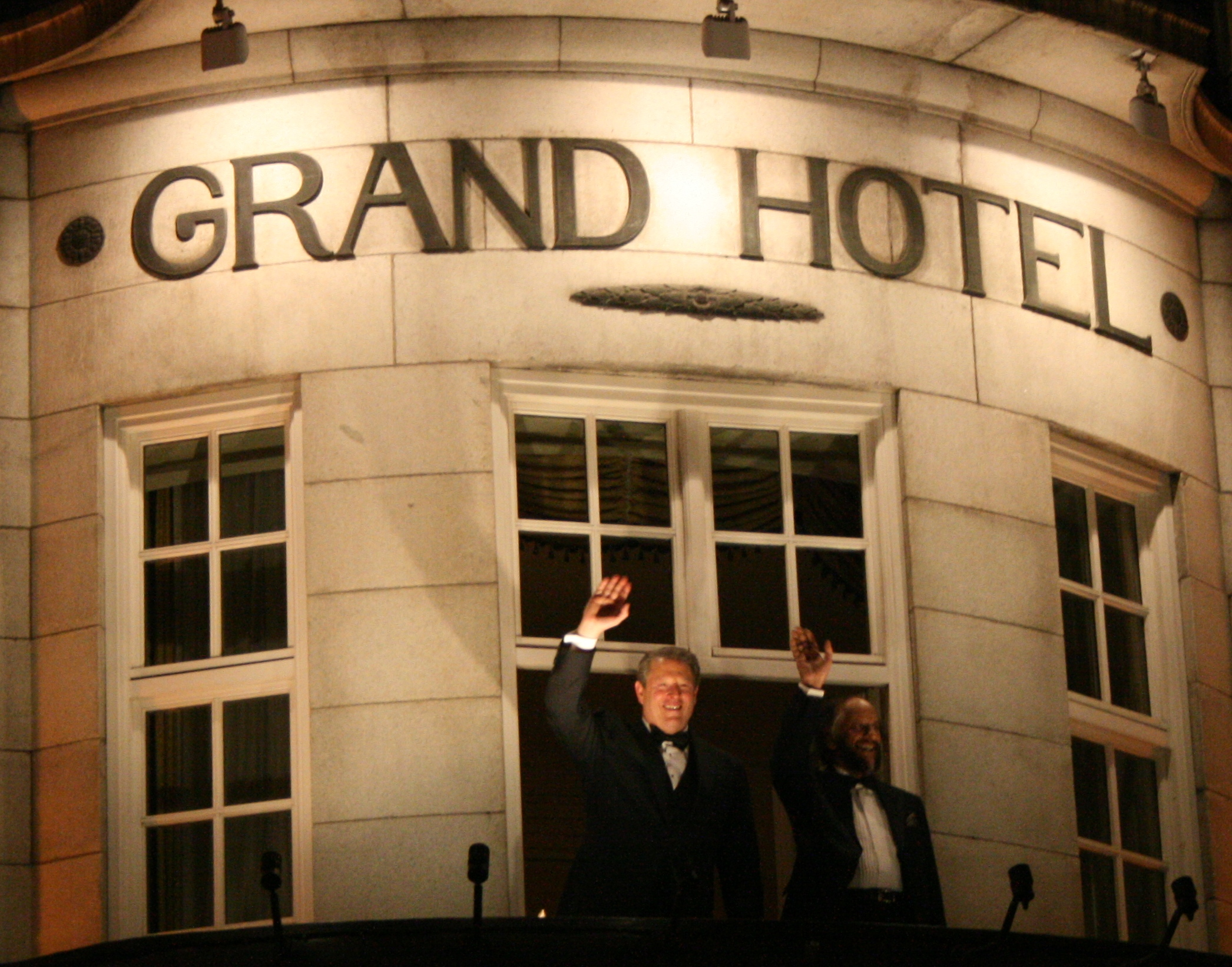
Эл Гор и лидер МГЭИК Раджендра К. Пачаури на балконе Гранд-отеля, Осло, Норвегия, 10 декабря 2007 года.

Нобелевская премия мира 2007 года была разделена на две равные части между Межправительственной группой экспертов по изменению климата (МГЭИК) и Элом Гором «за их усилия по сбору и распространению  знаний об антропогенном воздействии на изменение климата и определению основных принципов, которые необходимы выполнять для противодействия таким изменениям ". 

## Объявление лауреатов
Норвежский Нобелевский комитет объявил о награждении 12 октября 2007 года. В нём говорилось, что выявление признаков будущих изменений климата должно соответствовать предупредительному принципу и что обширные изменения могут нанести ущерб уровню жизни, что приведёт к вероятности войн и насильственных конфликтов. Комитет отметил работу МГЭИК:
Благодаря научным отчётам, сделанным за последние два десятилетия, МГЭИК сформировала и распространила сведения о связи между деятельностью человечества и глобальным потеплением. Тысячи учёных и должностных лиц из более чем ста стран работали сообща чтобы вывести большую определённость о масштабах потепления.
.
Комитет объявил, что «Эл Гор в течение долгого времени был одним из ведущих мировых политиков-экологов», и «вероятно единственным человеком, который сделал больше всего для того, чтобы добиться большего понимания во всём мире мер, которые необходимо принять». В заключение заявление было сказано, что Нобелевский комитет «стремится внести свой вклад в более пристальное внимание к процессам и решениям, которые кажутся необходимыми для защиты будущего климата в мире и, таким образом, для уменьшения угрозы безопасности человечества. Действия необходимы сейчас, прежде чем изменение климата выйдет из-под контроля человека»
Награда была незамедлительно оглашена: в статье Associated Press, опубликованной в USA Today 12 октября 2007 года под заголовком «Гор, учёные разделяют Нобелевскую премию мира», Пачаури сказал: «Все учёные, которые внесли свой вклад в работу МГЭИК, являются Нобелевскими лауреатами, признанными Нобелевским комитетом». Он добавил, что «они должны чувствовать себя глубоко воодушевлёнными и вдохновлёнными. Это их вклад, который был признан», и сказал: «Я всего лишь чиновник, который, по сути, наблюдает за процессом» В тот же день Национальная лаборатория Лоуренса Беркли перечислила своих учёных, которые внесли свой вклад в работу МГЭИК, и сообщила, что Пачаури направил письмо ведущим авторам Четвёртого оценочного доклада МГЭИК 2007 года, в котором говорилось, что он «был приятно ошеломлён» новостью о присуждении Нобелевской премии мира IPCC. Это делает каждого из вас лауреатом Нобелевской премии, и для меня большая честь отметить эту честь от вашего имени». Далее в письме, чтобы сказать, что «Тот факт, что МГЭИК заработал признание, что эта награда воплощает в себе, это действительно дань вашим знаниям, трудолюбию и практическому вкладу.»

## Презентация
10 декабря 2007 г. в Осло состоялась презентация с речью Оле Данболта Мьёса в качестве председателя Норвежского Нобелевского комитета, за которым последовали Нобелевские лекции, прочитанные Раджендрой К. Пачаури, представляющим МГЭИК, и Элом Гором . В своей лекции Пачаури поблагодарил участников МГЭИК:
Я воздаю должное тысяча экспертов и учёных, которые принесли свой вклад в работу группы почти за два десятилетия вдохновляющего прогресса и службы человечеству.

## Сертификаты IPCC
МГЭИК вручила учёным, которые «внесли существенный вклад в подготовку отчётов МГЭИК», именные сертификаты за «вклад в Нобелевскую премию мира за 2007 год МГЭИК».  Сертификаты с указанием имени и репродукцией диплома Нобелевской премии мира были отправлены "ведущим авторам-координаторам, ведущим авторам, редакторам-рецензентам, членам бюро, персоналу подразделений технической поддержки и персоналу секретариата с момента создания МГЭИК в 1988 году до присуждения премии в 2007 году ». 
В заявлении от 29 октября 2012 года МГЭИК пояснила, что «премия была присуждена МГЭИК как организации, а не какому-либо лицу, имеющему отношение к МГЭИК. Таким образом, неправильно называть любого должностного лица МГЭИК или учёного, работавшего над отчётами МГЭИК, как лауреата Нобелевской премии или лауреата Нобелевской премии. Было бы правильно описать учёного, который работал с отчётами AR4 или более ранними IPCC, следующим образом: «X внёс вклад в отчёты IPCC, которая была удостоена Нобелевской премии мира в 2007 году» ». Он заявил, что не отправлял сертификаты «соавторам, экспертам-рецензентам и координационным центрам». 